# Maria Teresa de Borbón y Vallabriga
Maria Teresa Josefa de Borbón y Vallabriga, XV hrabina Chinchón i I markiza de Boadilla del Monte, dama Królewskiego Orderu Królowej Marii Ludwiki – hiszpańska arystokratka należąca do rodziny królewskiej z dynastii Burbonów, żona Manuela Godoya.

## Dzieciństwo

Portret Marii Teresy Burbon y Vallabriga pędzla Francisca Goi, 1783

Ojcem Marii Teresy był infant Ludwik Antoni (1727–1785), jeden z synów króla Filipa V i młodszy brat panującego od 1759 króla Karola III. Przeznaczono dla niego karierę eklezjastyczną – już w wieku 8 lat został arcybiskupem Toledo i tym samym prymasem Hiszpanii. W 1754 porzucił jednak stan duchowny, a w 1776 ożenił się z Marią Teresą de Vallabriga, aragońską szlachcianką. Karol III obawiał się, że dzieci jego brata mogłyby zgłaszać pretensje do hiszpańskiego tronu. Według prawa wprowadzonego przez Filipa V tron mogło dziedziczyć jedynie potomstwo urodzone i wychowane w Hiszpanii, a syn i następca Karola III urodził się w Neapolu. Król udzielił zgody na małżeństwo infanta z Marią Teresą, jednocześnie uznając je za morganatyczne. Stosując uchwaloną na tę okazję sankcję pragmatyczną o nierównych małżeństwach z 1776, wydalił parę z dworu i stolicy. Odebrano im również prawo do używania nazwiska i herbu Burbonów, a ewentualne dzieci miały nosić nazwisko matki.
Maria Teresa była drugim dzieckiem infanta i Marii Teresy de Vallabriga, miała starszego brata Ludwika Marię i młodszą siostrę Marię Ludwikę. Urodziła się 20 listopada 1780 w pałacu hrabiego Altamiry w Velada w prowincji Toledo, mimo że jej rodzina na stałe mieszkała w Arenas de San Pedro. Matka Marii Teresy wybrała inne miejsce na poród, gdyż w swoim domu straciła syna tuż po narodzinach. Została ochrzcona w kościele parafialnym w Velada. Jako pierwsze zapisano nazwisko matki – Vallabriga.
Wychowała się z dala od królewskiego dworu, jednak ich dom był ważnym centrum kultury – Ludwik Antoni i jego żona skupiali wokół siebie wielu utalentowanych malarzy, pisarzy i muzyków, nad którymi sprawowali mecenat. W wieku 3 lat została sportretowana przez Goyę na obrazie Portret Marii Teresy Burbon y Vallabriga. Pomimo że dwór infanta funkcjonował na wygnaniu, królewski protokół był przestrzegany. W pałacu pracowała liczna służba – świta została uwieczniona na portrecie Goi Rodzina infanta don Luisa, na którym Maria Teresa z ciekawością przygląda się pracy malarza.
Ludwik Antoni zmarł w 1785, z rozkazu Karola III dzieci zostały odebrane matce i wysłane do Toledo. Maria Teresa i jej siostra trafiły do klasztoru św. Klemensa, miały wtedy odpowiednio 5 i niecałe 3 lata. Edukacją ich brata zajął się toledański kardynał Lorenzana. Król Karol III zaplanował życie klasztorne dla wszystkich dzieci brata, eliminując w ten sposób ich potencjalne roszczenia do tronu i możliwość posiadania prawnego potomstwa.

## Rehabilitacja
Krótko po wstąpieniu na tron Karola IV oraz jego małżonki Marii Ludwiki Parmeńskiej, rodzina Marii Teresy została zrehabilitowana. W 1797 królowa Maria Ludwika zaaranżowała małżeństwo Marii Teresy ze swoim faworytem i pierwszym ministrem króla, Manuelem Godoyem, aby w ten sposób podnieść jego status społeczny. Brat Marii Teresy, Ludwik Maria prowadził negocjacje z koroną na temat warunków jej małżeństwa, dzięki którym rodzeństwo Vallabriga odzyskało tytuły i liczne przywileje utracone przez małżeństwo ojca.
Wprawdzie hrabina nie miała wpływu na wybór męża i musiała zaakceptować decyzję królowej, jednak to małżeństwo było dla niej bardzo korzystne. Związek z Godoyem pozwolił jej rodzinie odzyskać liczne przywileje utracone przez małżeństwo ojca z arystokratką bez królewskiego pochodzenia, takie jak używanie nazwiska i herbu Burbonów. Hrabina stała się pełnoprawnym członkiem rodziny królewskiej i najważniejszą damą w państwie po królowej Marii Ludwice. Po rehabilitacji rodzinny i odzyskaniu tytułu infanta brat Marii Teresy został kardynałem Toledo. Jednocześnie zrzekł się tytułu hrabiego Chinchón, który przeszedł na Marię Teresę. Goya ponownie sportretował hrabinę w 1800, kiedy była zamężna i spodziewała się pierwszego dziecka.
Hrabina nie była w swoim związku szczęśliwa, nie mogła znieść ubliżających jej licznych zdrad, z którymi mąż się nie ukrywał. Godoy, również zmuszony do małżeństwa przez królową, nie odnosił się do żony z szacunkiem. Hiszpański polityk i człowiek oświecenia Gaspar Melchor de Jovellanos dał wyraz swojemu zgorszeniu, kiedy zaproszony przez Godoya na kolację zobaczył go siedzącego przy stole z żoną po jednej stronie i wieloletnią kochanką Pepitą Tudó po drugiej.

## Wojna niepodległościowa
17 marca 1808 na obrzeżach Madrytu wybuchły zamieszki w Aranjuez spowodowane polityką Godoya, która doporowadziła do francuskiej inwazji na Półwysep Iberyjski. Godoy został aresztowany, a Karol IV abdykował na rzecz syna, Ferdynanda VII. Nieszczęśliwa w małżeństwie Maria Teresa porzuciła męża i córkę Carlotę, i przeniosła się do Toledo pod opiekę brata. 2 maja 1808 wybuchło ludowe powstanie przeciwko francuskim najeźdźcom, następnie Ferdynand VII abdykował na rzecz Napoleona, a ten na rzecz swojego brata Józefa.
W lipcu 1808 Hiszpanie wygrali bitwę pod Bailén, a w sierpniu odbili Madryt. W 1809 Napoleon ponownie zajął cały półwysep oprócz Kadyksu, chronionego przez angielską i hiszpańską flotę. Maria Teresa i jej brat uciekli z Toledo do Kadyksu, gdzie działała opozycja.
Po powrocie Ferdynanda VII do kraju i przywróceniu monarchii absolutnej Maria Teresa wyjechała do Francji. Zmarła w 1828 roku w Paryżu na raka macicy, którego zdiagnozowano kilka miesięcy wcześniej. Zaledwie kilka dni po jej śmierci Manuel Godoy poślubił swoją kochankę Pepitę Tudó.